# Alianza Roji-Verde
La Alianza Roji-Verde (en danés, Enhedslisten-de Rød-Grønne; literalmente, «Lista de la Unidad-los Roji-Verdes») es un partido político danés formado en 1989 de la unión de Socialistas de Izquierda (VS), el Partido Comunista de Dinamarca (DKP), y el Partido Socialista de los Trabajadores (SAP), a los que se unió en 1991 el Partido Comunista de los Trabajadores (KAP), que se disolvió el 1994.
La base del partido son militantes independientes e individuales, sin separación en función de los partidos fundadores. Coopera activamente con el Frente de la Juventud Socialista. Entró en el Folketinget por primera vez en las elecciones legislativas danesas de 1994, y es considerado el partido más a la izquierda del parlamento; su techo electoral dentro de este son 6 escaños y siempre ha estado en la oposición.
En las elecciones parlamentarias de Dinamarca de 2007 llevó como candidata a Asmaa Abdol-Hamid, candidata identificada como musulmana y socialista, lo que provocó una fuerte controversia incluso entre los musulmanes daneses. El partido obtuvo 4 escaños, y esta no logró su escaño, aunque se considera que atrajo votos al partido.

## Resultados electorales
| Elección | Votos        | Votos | Escaños | Escaños | Resultado     |
| Elección | N°           | %     | N°      | +/-     | Resultado     |
| -------- | ------------ | ----- | ------- | ------- | ------------- |
| 1990     | 54.038 (#10) | 1,67  | 0/179   |         |               |
| 1994     | 104.701 (#7) | 3,15  | 6/179   | 6       | Oposición     |
| 1998     | 91.933 (#8)  | 2,70  | 5/179   | 1       | Apoyo externo |
| 2001     | 82.685 (#7)  | 2,40  | 4/179   | 1       | Oposición     |
| 2005     | 114.123 (#7) | 3,4   | 6/179   | 2       | Oposición     |
| 2007     | 74.982 (#8)  | 2,2   | 4/179   | 2       | Oposición     |
| 2011     | 236.982 (#6) | 6,68  | 12/179  | 8       | Apoyo externo |
| 2015     | 274.463 (#4) | 7,8   | 14/179  | 2       | Oposición     |
| 2019     | 245.100 (#6) | 6,9   | 13/179  | 1       | Apoyo externo |
| 2022     | 182.305 (#8) | 5,2   | 9/179   | 4       | Oposición     |